# Acrolophus torta
Acrolophus torta är en fjärilsart som beskrevs av Edward Meyrick 1922. Acrolophus torta ingår i släktet Acrolophus och familjen Acrolophidae. Inga underarter finns listade i Catalogue of Life.